# 爪哇化

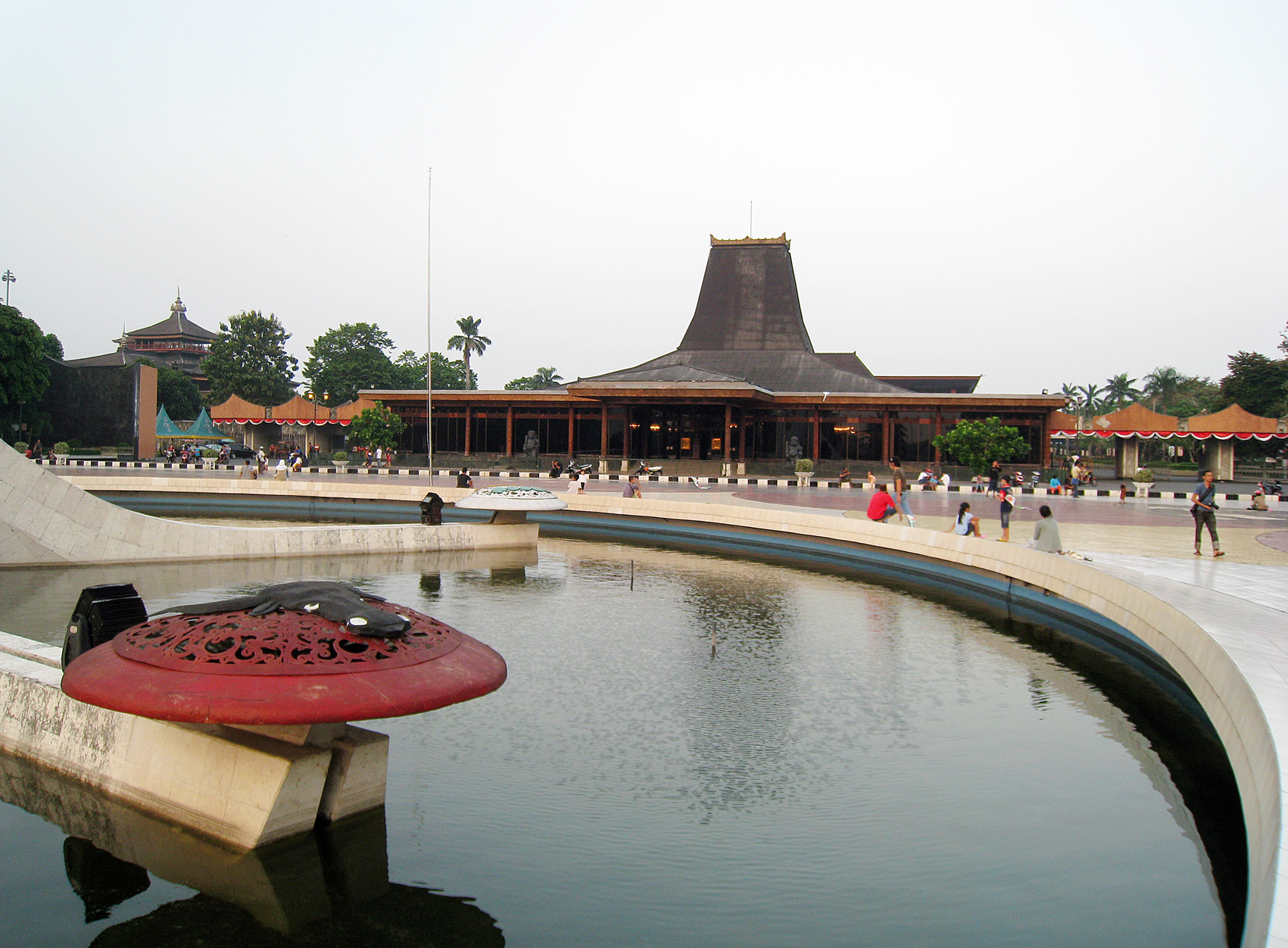
位於雅加達美麗印尼縮影公園中名為Sasono Utomo主建物（爪哇傳統扎格羅風格建築，面向建國五原則廣場（印尼）），這座公園由印尼前總統蘇哈托妻子西蒂·哈迪娜籌劃建立。

爪哇化（英語：Javanisation，或拼為Javanization）指的是總體上由爪哇文化所主導、同化或影響其他文化的過程（也可拼為Penjawaan）。 “Javanise”是爪哇化的動詞，意思是“在形式、慣用語、風格或個性上創造，或是成為爪哇模式”。這種強勢可在比如文化、語言、政治和社會等各方面發生。
從現代印尼的社會、文化和政治角度來看；爪哇化僅意味把稠密的爪哇族農村人口遷移到印尼群島人口較少的地區之中。而對其他人來說，這也是種文化帝國主義，在有意識或無意識間把爪哇的思想和行為模式強加到印尼的其他土地上。在以前的意義上，它更側重於當權者的想法和做法。
然而，“Javanise”（或寫為“Javanize”）不僅是描述種向外擴展的過程，它也是種向內吸收的過程；用於描述採用以及同化外來的社會文化影響和元素的行為，再加以融入既有的爪哇文化。這些外來影響透過某種方式的詮釋，以適應爪哇人的知識框架、風格、需求和社會文化條件。公元5至15世紀期間，爪哇採用印度教史詩和文化元素，以及15世紀由瓦利松戈（九聖）導引伊斯蘭教進入爪哇文化都是顯著的例子。
提倡和推廣爪哇文化元素，如語言、建築、美食、蠟染、哇揚皮影偶戲、甘美朗（民族音樂）和格里斯劍等，也可看作是爪哇化過程的體現。爪哇人從他們在中爪哇省和東爪哇省的傳統家園遷移印尼其他的地方（蘇門答臘島、加里曼丹島、蘇拉威西島、巴布亞島等）、馬來半島（尤其是柔佛）和南美洲的蘇里南，也是種促進爪哇化擴展的因素。

## 表現

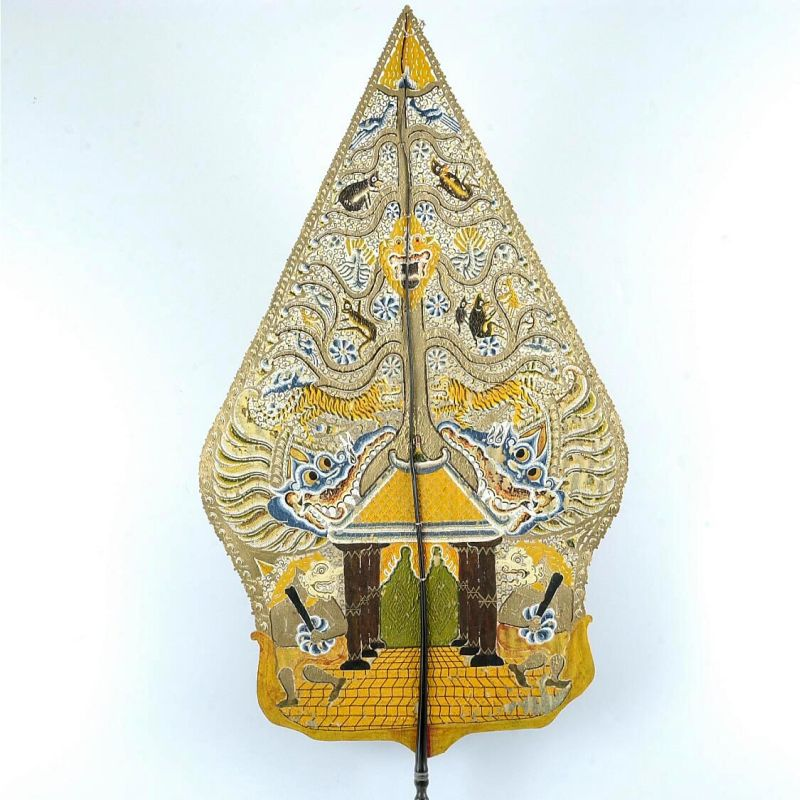
爪哇傳統的哇揚皮影偶戲和甘美朗等，經常被用於推廣爪哇文化之用。

這種爪哇文化的霸權或支配力可在不同地方形成。例如實體上通過把爪哇人從他們的故土遷移到其他地方定居。在精神和行為上，爪哇化包括推廣爪哇文化和價值觀；例如對優雅和精緻的痴迷（爪哇語：alus）、微妙、禮貌、禮儀、轉彎抹角、克制情緒和對自身社會地位的意識。爪哇人高度重視和諧和社會秩序，厭惡直接的衝突和意見分歧。這些爪哇價值觀經常透過例如爪哇舞蹈、甘美朗、哇揚皮影偶戲和蠟染，以印尼民族文化的表現形式而加以推廣。它還通過遵守爪哇傳統（爪哇語：adat）儀式，例如社區宴飲、爪哇曆元旦、爪哇婚禮和頭胎七月喜，而受到強化。
在語言方面，例如在日常非爪哇語中用到爪哇語的名詞、慣用語和詞彙。例如今日印尼人普遍使用爪哇語的名詞來稱呼對方，如“Mas”（用於稱呼同齡或稍年長的男性）或“Mbak”（用於稱呼女性同儕）。此情況在首都雅加達很常見；然而這種現像在蘇門答臘島使用馬來語和米南加保語地區就會引起警覺，而認為這是種爪哇化和文化帝國主義的形式。
在社會和政治領域，被認為是爪哇化的例子有印尼歷屆總統總是爪哇人（優素福·哈比比的母親是爪哇人，而爪哇人採行的是雙系繼嗣制度，因此他也被認為是爪哇人）。還指稱爪哇人在政府行政部門、公務員、軍隊和警察中有主導地位，以及印尼政治文化中具有爪哇人特性。

## 早期歷史

約在公元14世紀的印度教王國滿者伯夷的版圖。

爪哇島在幾個世紀以來一直站在印尼歷史舞台的中心，爪哇族身為印尼最大的族群，在過去和現代一直在政治和社會具有主導的地位。
爪哇文化在早期階段深受印度的印度教-佛教文明的影響。例如古爪哇語中有許多是從梵語借用的外來語，把印度教史詩如羅摩衍那和摩訶婆羅多爪哇化，翻譯成爪哇語版本，並將塞馬爾和普納卡萬等當地神祇納入爪哇古典哇揚皮影偶戲故事中。這段過程被描述為爪哇的梵化和摩訶婆羅多的爪哇化。古爪哇語羅摩衍那和阿周那的婚姻兩本詩歌的創作象徵當時爪哇古典文學的蓬勃發展。
爪哇化的早期例子是8至9世紀在中爪哇省夏連特拉王國的藝術擴展，而對遠在蘇門答臘和泰國南部馬來半島的美學發生影響，由在當地發現的三佛齊佛教藝術得到證明。雖然爪哇夏蓮特拉王國受到來自印度笈多王朝和阿馬拉瓦蒂，以及南印度帕拉瓦王朝的藝術影響，但轉而也對東南亞地區的藝術和美學發生影響。
在10世紀由中爪哇崛起而延伸到東爪哇的印度教馬打蘭王國，把影響力擴展到巴厘島。王國公主馬亨拉達塔嫁到巴厘島，成為國王烏達亞納·瓦瑪德哇的王后，標誌著爪哇人對巴厘島的影響日漸增加。在11世紀國王艾爾廊加統治期間，巴厘島實際上就屬於馬打蘭王國的一部分。
信訶沙里王國科塔尼伽拉在13世紀在位時，致力擴充，增強爪哇人的影響力，特別是透過帕馬拉尤遠征把影響力伸展到巴厘島及蘇門答臘東岸的末羅瑜王國。公元1200年，有位來自爪哇名為Mpu Jatmika的人在加里曼丹島（即婆羅洲）Tapin河邊建立一名為Negara Dipa的印度教王國 ；這是爪哇人宮廷首次出現在南加里曼丹省。
滿者伯夷王朝在約14世紀擴充領土，再次見證爪哇人在印尼群島的勢力擴張。一些爪哇文化元素，如甘美朗和格里斯劍可能是在此一時期引入爪哇以外，如如蘇門答臘島、馬來半島和加里曼丹島。而在此時，南加里曼丹省的馬辰和西加里曼丹省的蘇加丹納成為滿者伯夷的附庸，也是爪哇人的殖民地。公元1400年，Negara Dipa由印度教王國Negara Daha繼承。從當地馬來族班加爾人的藝術、文化和服飾上可看出爪哇人遺留的痕跡。
在15世紀滿者伯夷王朝的末期，在印度教-爪哇風格發展之前即已存在的當地南島民族元素得到復興，例如蘇庫和伽陀兩所印度教廟宇所呈現者。僵直哇揚皮影偶風格人物雕像和淺浮雕，以及階梯金字塔的廟宇結構，取代經典的塔式印度教造型。這種印度化的逆向發展也被稱為爪哇藝術中印度教-佛教模式的“爪哇化”。

## 後期歷史

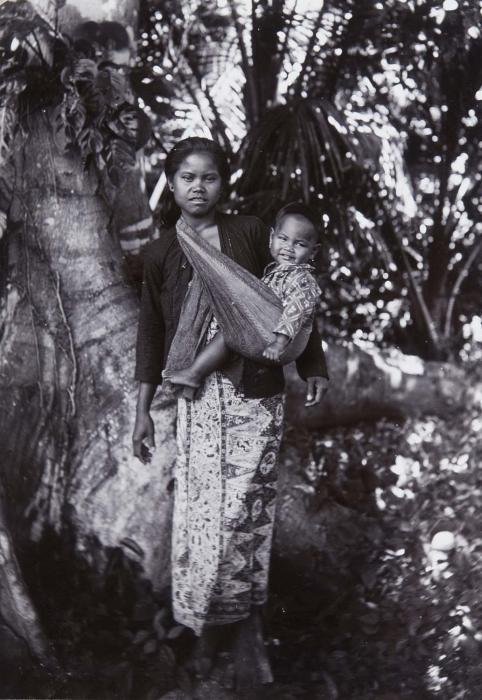
早期爪哇族人民流散，如荷屬東印度時期遷往今日南美洲蘇利南的爪哇人，也助長爪哇文化的散布。

滿者伯夷王朝覆亡之後，位於爪哇島北部的伊斯蘭教王國淡目蘇丹國任命一位爪哇攝政者取代，以統治位於蘇門答臘南部的巨港。17世紀初，一位淡目蘇丹國爪哇貴族Ki Gede ing Suro在淡目蘇丹國的蘇丹過世後在巨港建立巨港蘇丹國。巨港蘇丹國以將多元文化（如馬來族、爪哇族、伊斯蘭教和華人）結合而聞名。巨港蘇丹國宮廷的爪哇化過程體現在把爪哇語單字和詞彙，例如wong（人）和banyu（水），融入當地的巨港方言之中。
17世紀上半葉，雄心勃勃的馬打蘭蘇丹國統治者阿貢蘇丹在位期間，爪哇文化再次擴張，把西爪哇和東爪哇的大部分地區囊括在內。透過軍事行動如馬打蘭征服泗水而擴大在爪哇島的影響。擴張行動包括把位於爪哇島西部帕拉陽岡高地的巽他族公國：Galuh Ciamis、Sumedang、Bandung和Cianjur納入版圖。巽他族在這一時期接觸並進一步融入爪哇的科賈文信仰文化。巽他哇揚皮影偶是巽他人受到哇揚皮影偶影響而發展出的皮影偶文化，其他融入的如甘美朗和蠟染文化也蓬勃發展。可能巽他語是在這個時期開始採用爪哇語中所有的分級的單字和詞彙，以展現禮貌表達。此外，爪哇語字母也被用來做巽他語的書寫工具，被稱為卡卡拉坎文（cacarakan）。
來自外國的影響，例如宗教和信仰等，有時是種有意的改變和適應，經過“爪哇化”後而讓普羅大眾接受。諸如發生在15世紀，被稱為“爪哇的伊斯蘭化和伊斯蘭的爪哇化”的過程。例如瓦利松戈（九聖）中的蘇南·卡利扎伽就以善用爪哇文化的表達方式，如甘美朗和哇揚皮影偶來提倡和傳播伊斯蘭信仰，而廣為人知。哇揚皮影偶戲也在tabligh和達瓦場合被用來宣揚伊斯蘭信仰（稱為Wayang sadat）。伊斯蘭的爪哇化的另一個例子是清真寺的塔朱格金字塔多層屋頂的造型。爪哇化清真寺並未採用圓頂、宣禮塔、磚或石砌體的建築模式，而是採用前伊斯蘭藝術和爪哇建築衍生而來的木工潘哈帕亭樓和梅魯塔式屋頂。其中兩例是位於中爪哇省的淡目大清真寺和位於日惹市的考曼大清真寺。

爪哇化宗教建築舉例
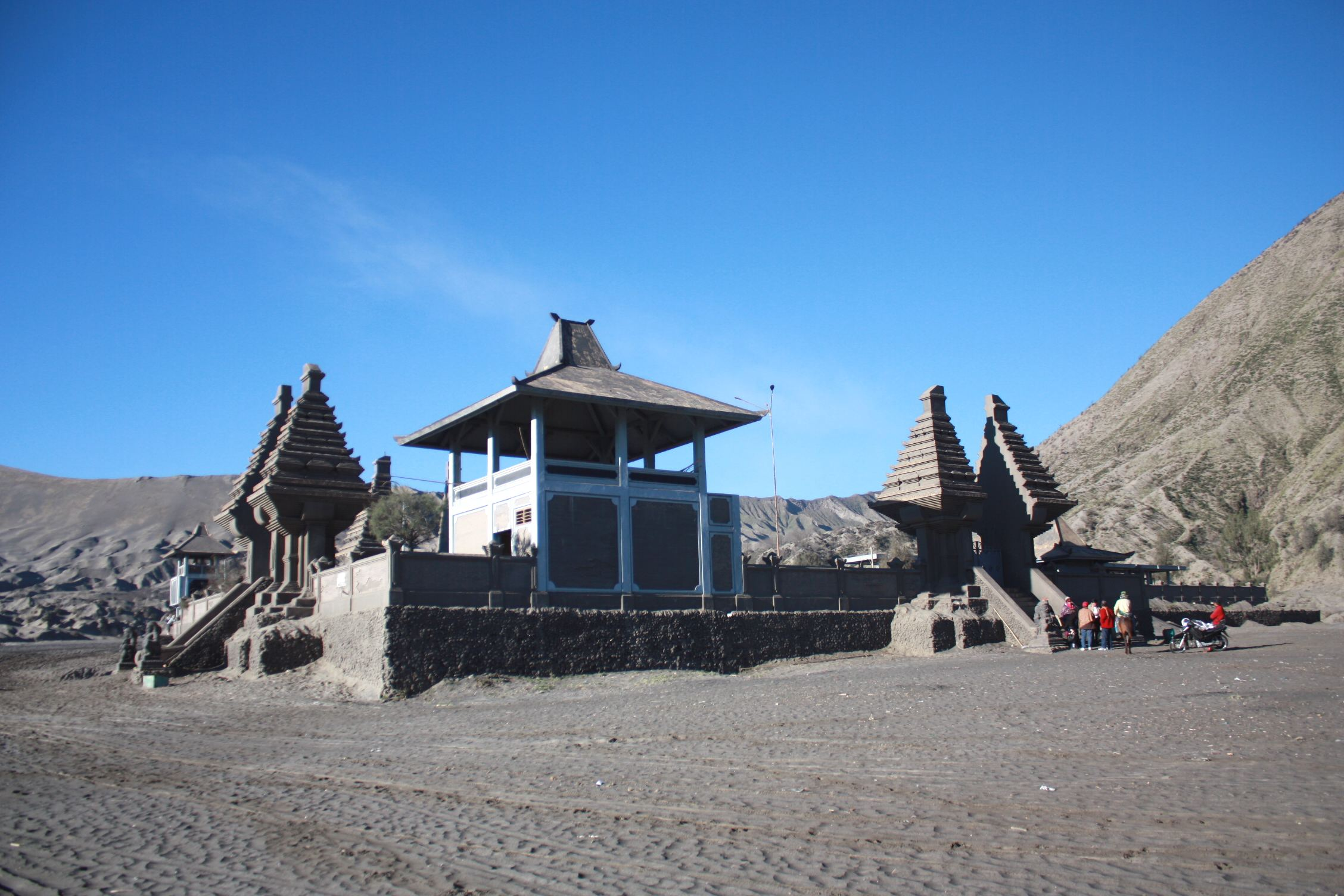
位於爪哇島東部布羅莫火山，名為Pura Poten的印度教廟宇。
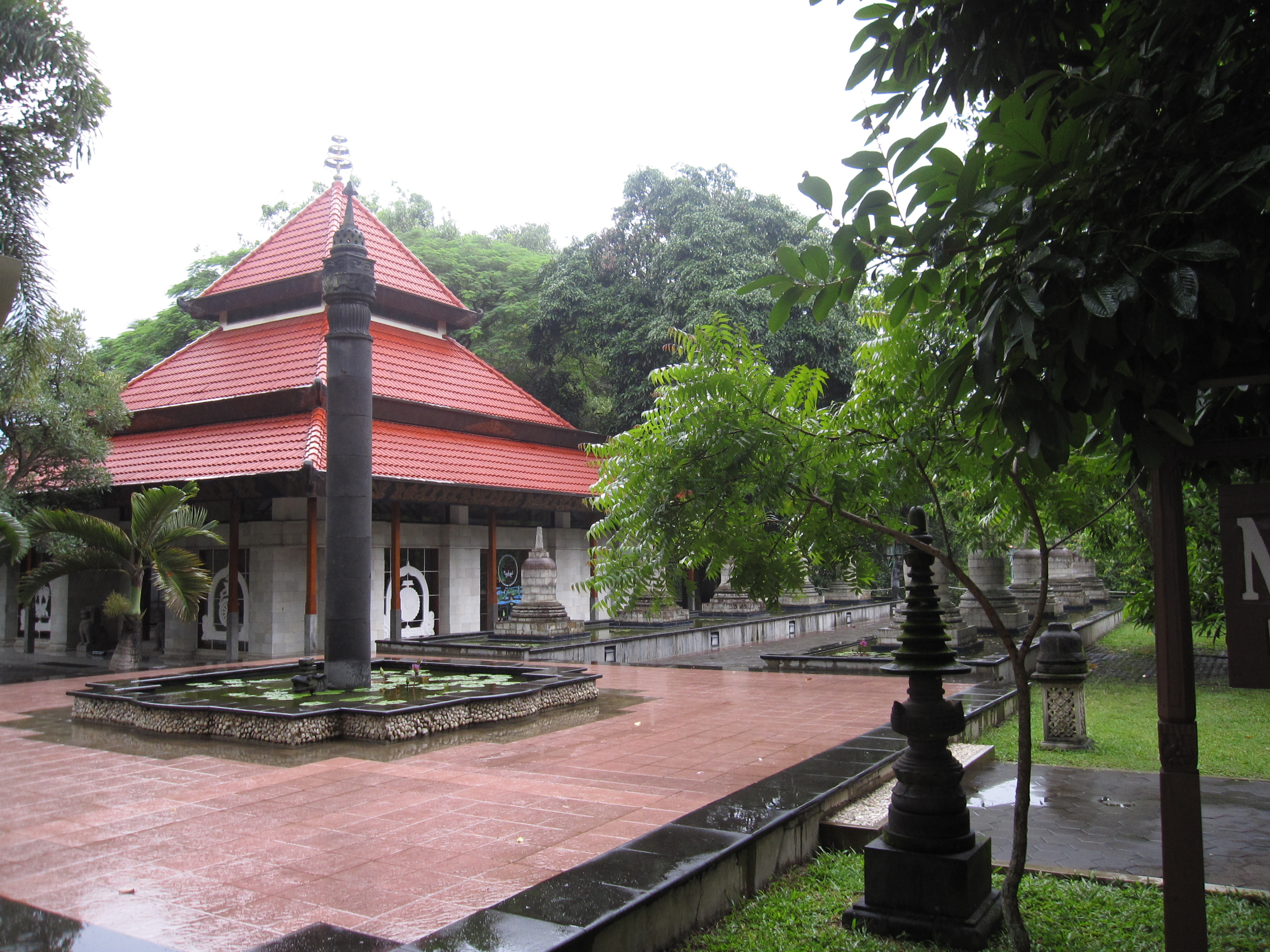
位於中爪哇省曼都寺附近，名為Mendut Vihara的佛寺。
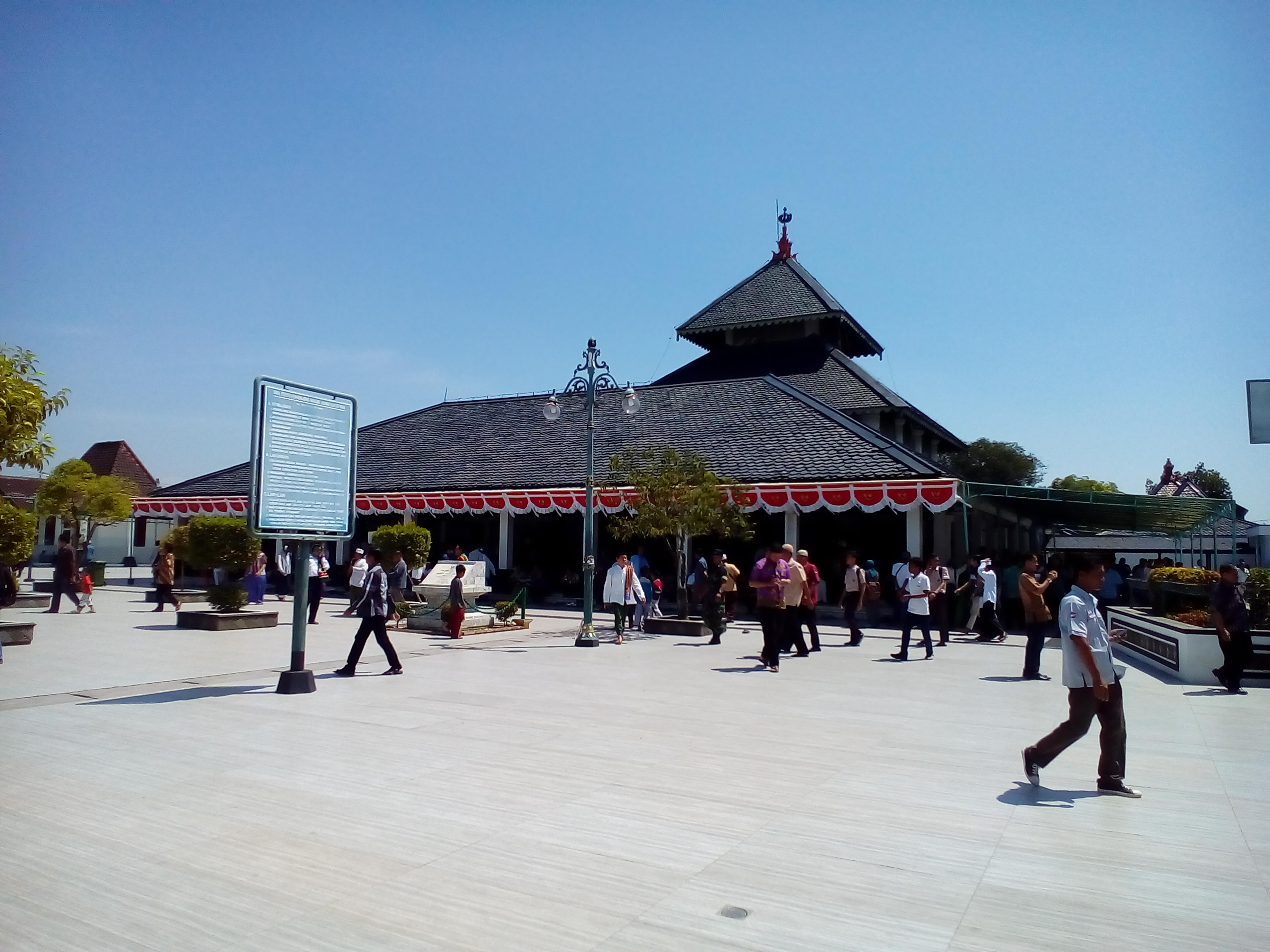
位於中爪哇省的淡目大清真寺（英语：Demak Great Mosque），呈現的是梅魯塔（英语：meru tower）式多層屋頂結構。
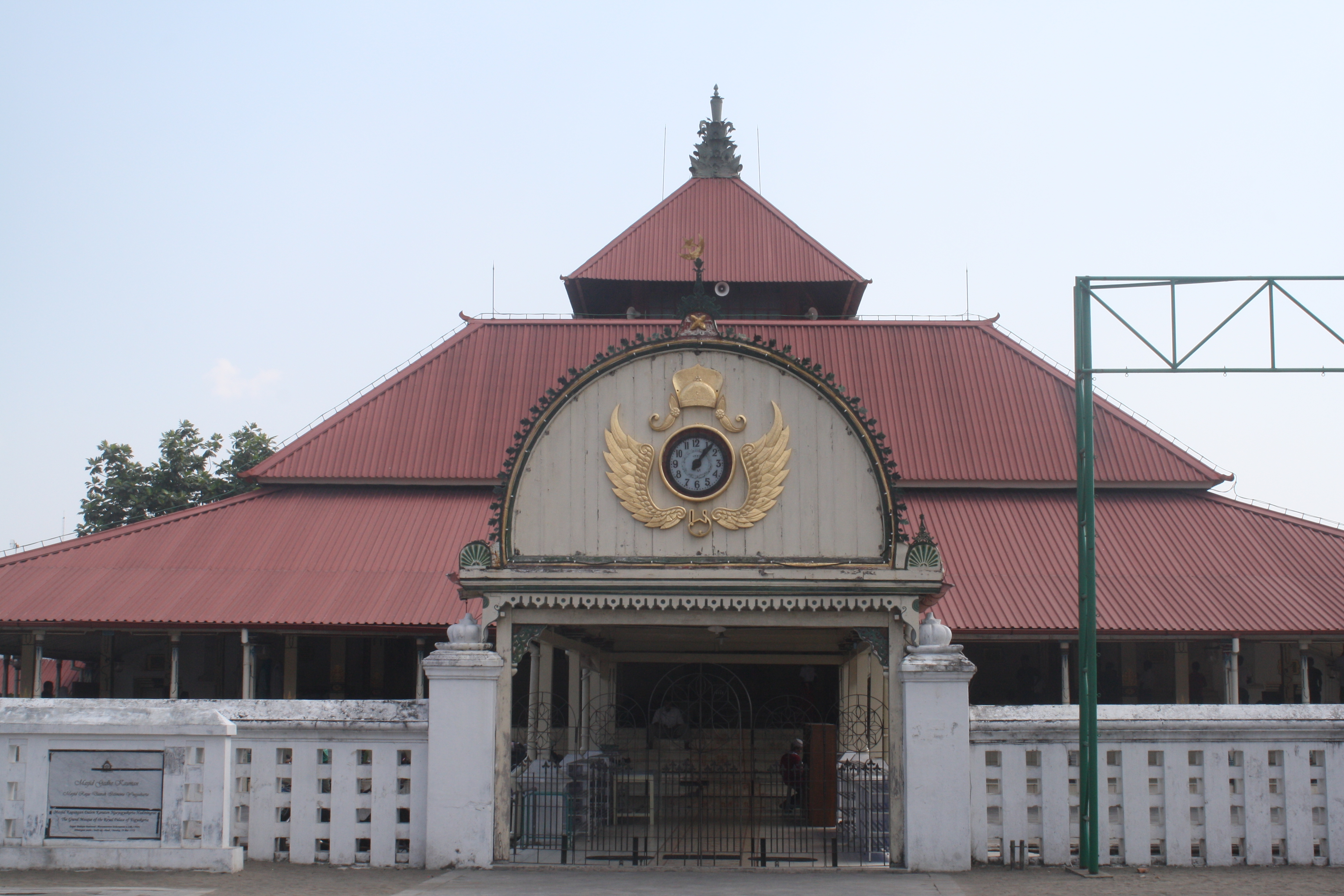
位於日惹市的考曼大清真寺（英语：Kauman Great Mosque），有爪哇風格多層屋頂結構。
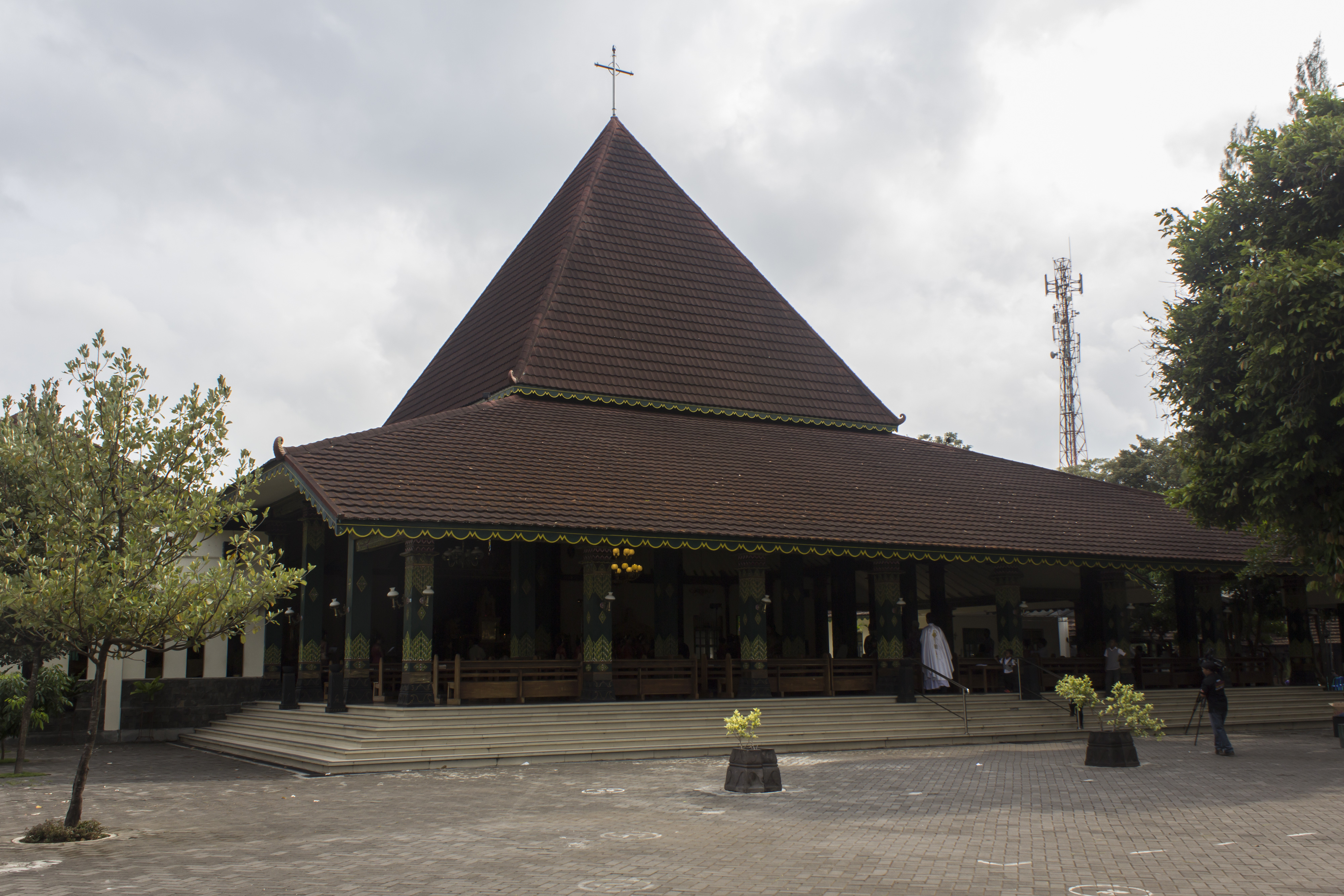
位於日惹特區班圖縣（英语：Bantul Regency）的耶穌聖心教堂（英语：Ganjuran Church），也是座傳統爪哇風格的建築。

而天主教信仰也採用爪哇語的單字和詞彙，譬如用“Romo”（爪哇語：父親）稱呼天主教神父。天主教的傳教工作也使用傳統的哇揚藝術來宣揚聖經故事和基督教思想（稱為wayang wahyu）。在建築上，天主教興建教堂時也採用爪哇建築風格，例如位於日惹特區班圖縣的耶穌聖心教堂，另一個例子是在東爪哇省諫義裡縣的波薩朗教堂（Pohsarang Church ）。
在荷屬東印度時期，許多爪哇人遷移到蘇里南，在當地農作物種植園中工作。在印尼國內，爪哇人也遷移到蘇門答臘島、加里曼丹島和馬來半島的柔佛等地方。西爪哇省、楠榜省和東加里曼丹省等地均有大量來自爪哇的移民。

## 近代歷史

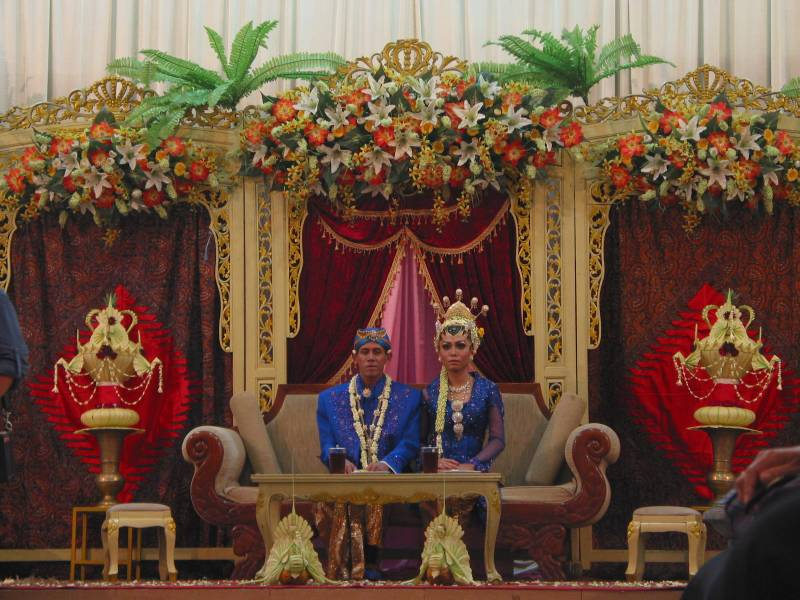
爪哇的文化認同也透過傳統儀式，譬如婚禮而得到強化。

在1945-1949年之間的印尼獨立革命期間，以及1949年獨立之後，印尼許多國家標誌都取自滿者伯夷王朝（14至15世紀以爪哇為中心的王朝）。印尼國旗顯示王朝旗幟顏色，而其上的國家座右銘Bhinneka Tunggal Ika（存異求同）和國家意識Pancasila（建國五項原則）也取自滿者伯夷。印尼的開國元勳，尤其是蘇卡諾，確實從以往本土智慧和哲學中取得精髓，以制定新國家的精神。爪哇文化自然是形成今日印尼文化最具有影響力的元素。
在蘇哈托總統的“新秩序”政權（1966-1998年）期間，印尼的政治文化在某種程度上被認為是經歷過爪哇化。行政級別也以爪哇風格和詞彙組成，例如印尼語：（行政上為縣 (印度尼西亞)之意）和印尼語：（行政上為村莊之意），這些名詞最初在印尼的一些省份（例如西蘇門答臘省和巴布亞省）是個陌生的名稱。在印尼獨立後的意義上，所謂“爪哇化”，描述的是爪哇族和受到爪哇化的個人逐漸在統治精英中佔據壓倒性，不成比例的大多數的過程。

## 批評

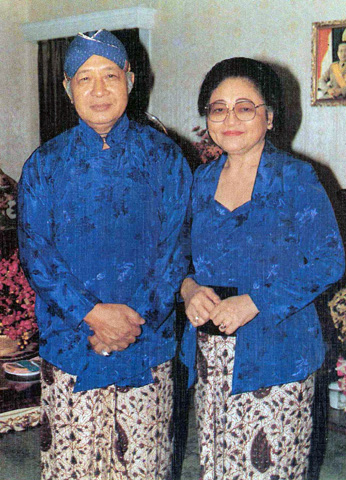
著爪哇族傳統服飾的印尼前總統蘇哈托及其夫人西蒂·哈迪娜。蘇哈托被批評在執政時把政治爪哇化。

爪哇化在印尼的國家建設和維繫民族團結的工作中一直是個重要的敏感議題。除了文化界，爪哇人還主導了社會、政治和經濟領域。蘇哈托執政期間，許多民眾都認為政府在推廣森嚴的階級觀念、實行威權統治和恣意妄為，把這種趨勢稱為「爪哇化」、“馬打蘭化”或“封建化”。他們對此不以為然，認為這都是爪哇文化的糟粕。和這種趨勢同時出現的現象還有炫耀地位的傲慢行為，這種行為可稱為「士紳化」，即以爪哇貴族的姿態示人。
將稠密的爪哇人遷移到蘇門答臘島、加里曼丹島、蘇拉威西島和西巴布亞島等的“印尼國內移民計畫”也被批評是加速和促進爪哇化的做法。印尼的這項移民措施還加劇各地發展的差距問題，爪哇島以外之地對自身的發展和社會福利不滿，而國家的基礎建設和財富分配似乎只專注及獨厚爪哇島。
但是印尼國內移民，移出者主要是馬都拉人和爪哇人，也包含其他人口稠密地區，如信奉印度教的巴厘島人。而在印尼東部，如馬魯古省（也稱為摩鹿加省）和巴布亞島，大多數移民來自蘇拉威西島（錫江和布頓島的布吉人）和馬魯古省本身，而非來自爪哇島。